# فريدريش كالكبرينر
فريدريش كالكبرينر (بالألمانية: Friedrich Wilhelm Kalkbrenner )‏ (و. 1784 – 1849 م) هو ملحن، وعازف بيانو، وعالم موسيقى، ومعلم موسيقى ألماني، ولد في كاسل، توفي عن عمر يناهز 65 عاماً، بسبب كوليرا.

## التعليم
تعلم في معهد باريس للموسيقى.

## جوائز
حصل على جوائز منها:
- وسام جوقة الشرف
- ترتيب النسر الأحمر
- وسام ليوبولد.

## روابط خارجية
- فريدريش كالكبرينر على موقع الموسوعة البريطانية (الإنجليزية)
- فريدريش كالكبرينر على موقع ميوزك برينز (الإنجليزية)
- فريدريش كالكبرينر على موقع ديسكوغز (الإنجليزية)